# Biographie Nationale de Belgique
Die Biographie nationale de Belgique ist ein auf Französisch verfasstes biografisches Nachschlagewerk für Belgien. Sie wurde von der Académie royale des Sciences, des Lettres et des Beaux-Arts de Belgique zwischen 1866 und 1986 in 44 Bänden veröffentlicht. Das Werk enthält Biografien von bedeutenden verstorbenen Persönlichkeiten, die auf dem Staatsgebiet des heutigen Belgien lebten. Berücksichtigt wurde ein Zeitraum von der Antike bis ins 20. Jahrhundert.

## Geschichte
Den Auftrag zur Veröffentlichung der Nationalbiografie erhielt die bis dahin  Académie royale des Sciences et des Lettres genannte belgische Akademie am 1. Dezember 1845 durch einen Erlass König Leopolds I., als der Ministerpräsident Sylvain van de Weyer die Akademie reorganisierte und ihr als weitere Klasse die Beaux-arts (Schöne Künste) hinzufügte. Die Bemühungen einer zur Organisation der Herausgabe des Nachschlagewerks gegründeten Kommission scheiterten zunächst. Nachdem Adolphe Quetelet, der Mitglied der Kommission war, 1848 die Forderung zur Publikation der Nationalbiografie erneuert hatte und auch Charles Rogier u. a. hierfür eingetreten waren, begannen die Arbeiten 1859, wobei eine neue Kommission unter der Leitung des Historikers und Bibliothekars Jules de Saint-Genois eingesetzt wurde. In der Folge wurde eine Liste der aufzunehmenden Persönlichkeiten erstellt und die für die Abfassung der Biografien zu betrauenden Autoren ausgewählt.
Zwischen 1866 und 1938 erschienen in vollständiger alphabetischer Folge 27 Bände der Nationalbiografie; damit war das Werk vorläufig abgeschlossen. Ein Indexband, der die Namen der bis dahin aufgenommenen Personen verzeichnet, wurde aufgrund des Zweiten Weltkriegs verspätet 1944 als 28. Band veröffentlicht. Nach der Ankündigung der flämischen Akademien, ein eigenes biografisches Lexikon in niederländischer Sprache herauszubringen (s. u.), publizierte die für den französischsprachigen Teil Belgiens zuständige Akademie von 1956 bis 1986 insgesamt 16 Supplementbände der Biographie nationale. Diese umfasst somit 44 Bände mit 12 086 Biografien.

## Nouvelle Biographie Nationale
Die Fortsetzung der belgischen Nationalbiografie wird seit 1988 nach einem neuen, modernen Konzept unter dem Titel Nouvelle Biographie Nationale von der Académie royale des Sciences, des Lettres et des Beaux-Arts de Belgique herausgegeben. Bis 2018 erschienen 14 Bände. Beide Werke wurden vom Fonds InBev-Baillet Latour digitalisiert und sind über die Website der Akademie frei zugänglich.

## Nationaal Biografisch Woordenboek
Parallel dazu wird seit 1964 ein biografisches Nachschlagewerk in niederländischer Sprache produziert, genannt Nationaal Biografisch Woordenboek, das sich stärker auf Personen fokussiert, die für die Geschichte und Kultur des flämischen Landesteils wichtig waren. Es wird von der Koninklijke Vlaamse Academie van België voor Wetenschappen en Kunsten in Zusammenarbeit mit der Koninklijke Academie voor Nederlandse Taal en Letteren und der Koninklijke Academie voor Geneeskunde van België publiziert.